# Präsidentschaftswahlen in Osttimor 2012

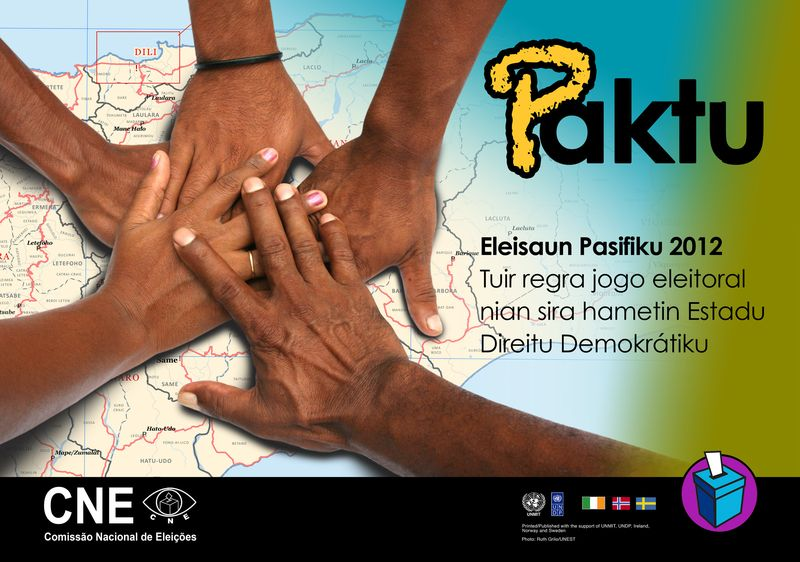
Aufruf der Nationalen Wahlkommission (CNE) zu friedlichen Wahlen

Bei den Präsidentschaftswahlen in Osttimor 2012 wurde zum dritten Mal der Staatspräsident Osttimors, das Staatsoberhaupt des Landes, gewählt. 14 Personen wollten kandidieren, 13 Kandidaten wurden zu den Wahlen zugelassen, einer von ihnen verstarb noch vor der Abstimmung. Der erste Wahlgang fand am Samstag, der 17. März 2012 statt. Der Amtsinhaber José Ramos-Horta erreichte abgeschlagen nur Platz drei. In Führung lagen Francisco Lú-Olo Guterres, Vorsitzender der FRETILIN und der unabhängige Kandidat Taur Matan Ruak, die aber die nötigen 50 % der Stimmen zum Wahlsieg beide deutlich verfehlten. Es fand daher eine Stichwahl am 16. April 2012 statt. Nach dem vorläufigen Endergebnis gewann sie Taur Matan Ruak mit 61,23 % der Stimmen.
Die Amtszeit von Staatspräsident José Ramos-Horta endete in der Nacht vom 19. auf den 20. Mai um Mitternacht.

## Politische Situation

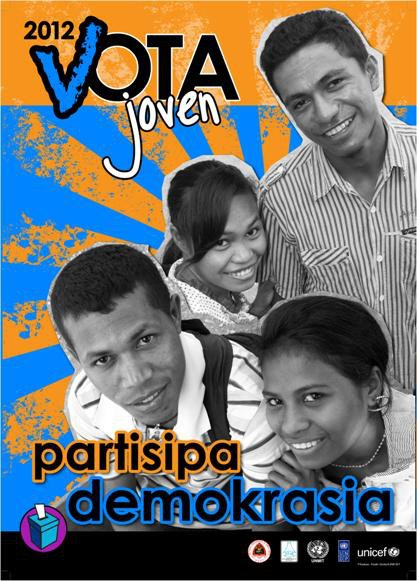
Wahlaufruf an die Jugend

Nach den schweren Unruhen von 2006 hatten die von Australien geführte International Stabilization Force (ISF) und die Integrierte Mission der Vereinten Nationen in Timor-Leste (UNMIT) im Land wieder für Ruhe und Ordnung gesorgt. Die Rebellenbewegung brach nach dem Tod ihres Führers Alfredo Reinado zusammen. Mitglieder, die wegen ihrer Beteiligung am Attentat auf die Staatsführung verurteilt worden waren, wurden 2010 von Präsident Ramos-Horta begnadigt. Im März 2011 übernahm die Nationalpolizei Osttimors (PNTL) wieder die volle Verantwortung für die Sicherheit im Land. ISF und UNMIT wollen 2012 nach Durchführung der Präsidentschafts- und Parlamentswahlen abziehen.
Das Land hatte sich weitgehend stabilisiert, auch wenn es noch immer sporadisch zu Zusammenstöße zwischen verschiedenen Kampfsportgruppen und Jugendbanden kam, bei denen auch Häuser niedergebrannt wurden, zuletzt in Comoro und 2011 in Zumalai und Luro. Zusätzlich sorgte die Veteranenorganisation CPD-RDTL durch fortwährende Proteste für Unruhe. Die Kommunalwahlen am 9. Oktober 2009 verliefen aber ohne größere Zwischenfälle.
Die FRETILIN, die größte Partei des Landes stand in Opposition zur Fünf-Parteien-Regierungskoalition Aliança da Maioria Parlamentar (AMP), der CNRT, PD, ASDT, PSD und UNDERTIM angehörten. Da die FRETILIN als größte Fraktion im Nationalparlament Osttimors nicht an der Regierung beteiligt wurde, hatte sie in der gesamten Legislaturperiode der Regierung Verfassungswidrigkeit vorgeworfen. Dazu kam der Verdacht der Korruption bei mehreren Regierungsmitgliedern, darunter auch Lúcia Lobato, der sich aber bis zur Wahl in keinem Fall bestätigen ließ.
Man ging davon aus, dass das Ergebnis der Wahlen ein Hinweis über den Ausgang der Parlamentswahlen am 7. Juli sein werden. Sollte Taur Matan Ruak gewinnen, rechnete man mit einem späteren Sieg des CNRT. Bei einem Sieg Lú-Olos hätte die FRETILIN die besten Aussichten gehabt, die nächste Regierung zu stellen.

## Kandidaten

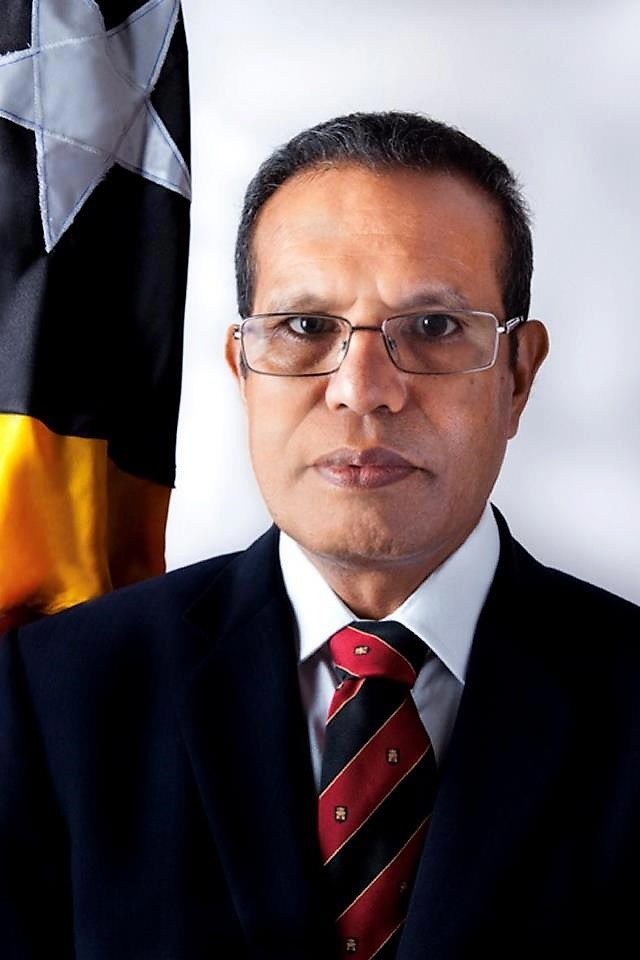
Taur Matan Ruak

Taur Matan Ruak (Portugiesischer Name: José Maria Vasconcelos): Der ehemalige militärische Oberbefehlshaber der Verteidigungskräfte Osttimors (F-FDTL) erklärte offiziell am 10. Oktober 2011 seine Kandidatur. Taur Matan Ruak betonte seine Unabhängigkeit von allen Parteien. Trotzdem erklärte Gilman dos Santos, der Präsident der UDT, die Partei wolle Taur Matan Ruak bei seiner Kandidatur unterstützen. Unter den Unterstützern Taur Matan Ruaks ist auch der ehemalige Freiheitskämpfer Commander Railos, der während der Unruhen in Osttimor 2006 eine illegale Miliz anführte, die gegen Gegner der FRETILIN-Regierung vorgehen sollte. Ein UN-Bericht hatte Taur Matan Ruak ein Mitverschulden der Unruhen vorgeworfen und ein Ermittlungsverfahren empfohlen. Die osttimoresische Regierung lehnte dies aber ab.
Rogério Lobato: Am 30. November 2011 kündigte Lobato seine Kandidatur an. „Ich bin ein unabhängiger Kandidat, auch wenn ich ein Anhänger der FRETILIN bin und es bleiben werde, bis ich sterbe,“ erklärte der ehemalige FRETILIN-Innenminister und Freiheitskämpfer. Lobato musste während der Unruhen 2006 von seinem Ministerposten zurücktreten, da er Zivilisten mit Waffen versorgt hatte, eben die Miliz von Commander Railos. Er wurde 2007 wegen Totschlags und illegaler Weitergabe von Waffen zu siebeneinhalb Jahren Gefängnis verurteilt, durfte aber nach nur fünf Monaten Haft zur medizinischen Behandlung nach Malaysia ausreisen. 2010 kehrte Lobato, inzwischen wegen „guter Führung“ begnadigt, nach Osttimor zurück. Im Oktober erklärte er in einem Interview, er fühle sich als Sündenbock und sei damals ungerecht behandelt worden. Lobatos politische Ziele sind eine Wiederbelebung der Verhandlungen mit den Fördergesellschaften über eine Erdgasleitung nach Osttimor, bessere Bedingungen für kleine timoresische Unternehmen und eine weitere Stärkung der guten Beziehungen mit der Volksrepublik China.
Francisco Gomes: Der Präsident der Partidu Liberta Povu Aileba (PLPA) erklärte im Januar 2012 seine Kandidatur.

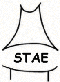
Logo des STAE

Angela Freitas: Die Vorsitzende der Partido Trabalhista (PTT) kündigte am 11. Januar 2012 ihre Kandidatur an. Dabei griff sie die Kandidaten Rogério Lobato und Taur Matan Ruak scharf an, denen beiden von den Vereinten Nationen Vorwürfe wegen der Unruhen von 2006 gemacht wurden. Freitas sagte, dass bereits genug Kriminelle in dem System machtvolle Posten innehätten. Präsident Ramos-Horta und Premierminister Xanana Gusmão machte sie für Korruption in der Regierung und Armut in der Bevölkerung verantwortlich. Ende Januar erklärte die Wahlbehörde Secretariado Técnico de Administração Eleitoral STAE, von den 7500 Unterstützungsunterschriften für Freitas, die abgegeben wurden, seien nur 4477 als gültig anerkannt worden. 5000 sind mindestens notwendig. Zudem hätte Freitas nach dem Gesetz 100 Unterstützer aus jedem der 13 Distrikte nachweisen müssen. Am 14. Februar wurde die Zulassung der Kandidatur von Freitas durch das Oberste Gericht Osttimors abgelehnt. Freitas legte tags darauf gegen diese Entscheidung Berufung ein, scheiterte aber damit. Am 21. Februar wurde vom Büro Freitas eine Pressemitteilung veröffentlicht, in der von einem Einbruch in das Wahlkampfbüro berichtet wurde. Dabei sollen wichtige Dokumente und Geld gestohlen worden sein. Der „Raub“ sei politisch motiviert gewesen, erklärte Freitas. Am 8. Mai erklärte Freitas, die Partido Trabalhista werde Lú-Olo und die FRETILIN bei den Präsidentenwahlen unterstützen.

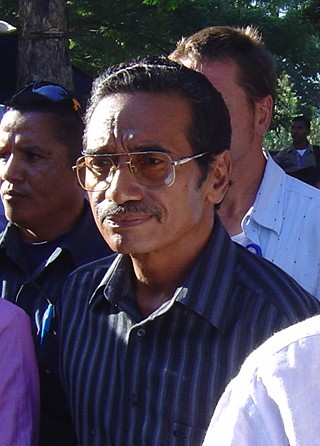
Francisco Lú-Olo Guterres

Francisco Lú-Olo Guterres: Der Vorsitzende der FRETILIN, der größten Partei Osttimors, kündigte am 13. Januar an als Kandidat seiner Partei anzutreten. In der Besatzungszeit nahm Lú-Olo am bewaffneten Kampf gegen die Indonesier teil. Bei den Präsidentschaftswahlen in Osttimor 2007 scheiterte er gegen José Ramos-Horta erst im zweiten Wahlgang mit 30,82 % der Stimmen. Zur offiziellen Abgabe seiner Kandidatur beim Obersten Gericht Osttimors, reichte Lú-Olo am 31. Januar 22.970 Unterschriften von Unterstützern ein. Lú-Olo muss damit rechnen, dass Taur Matan Ruak und Rogério Lobato ihm Stimmen aus dem Lager der FRETILIN-Sympathisanten kosten werden. Vor allem Taur Matan Ruak als letzter FALINTIL-Kommandant (des militärischen Widerstands gegen die indonesische Besatzung) genießt hohe Popularität. Im Januar warf er der FRETILIN-Führung vor, sich von der Basis zu entfernen und die Partei geschwächt zu haben. Jedoch bezeichnet Taur Matan Ruak Lú-Olo als seinen „jüngeren Bruder“, wegen der gemeinsamen Zeit im bewaffneten Widerstand.

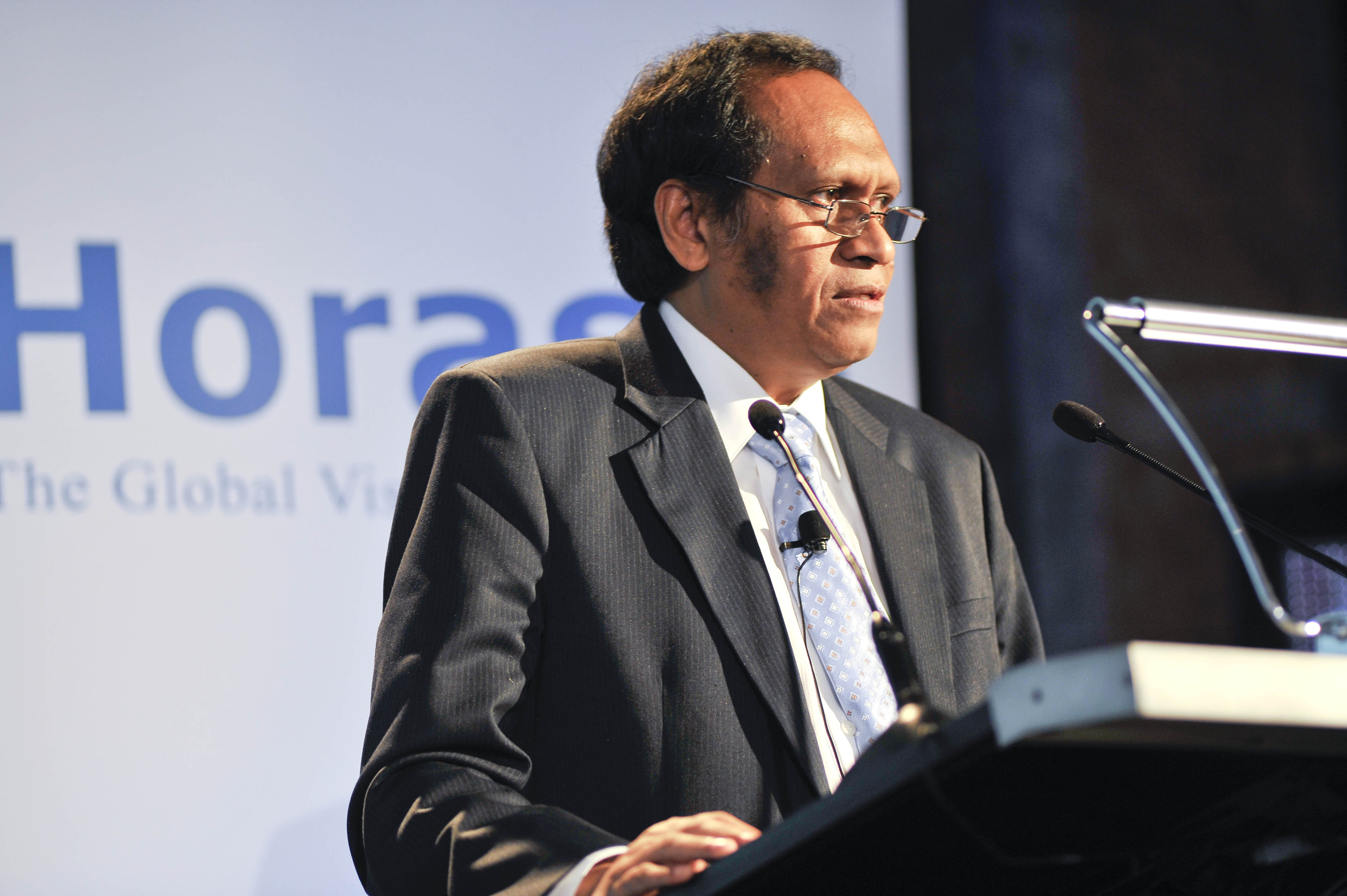
José Luís Guterres

José Luís Guterres: Der stellvertretende Premierminister gehört der Frenti-Mudança an, einer Abspaltung von der FRETILIN, die mit Premierminister Xanana Gusmão zusammenarbeitet. Guterres erklärte am 14. Januar 2012 seine Kandidatur. Er trat nicht als Parteikandidat, sondern als Unabhängiger an.

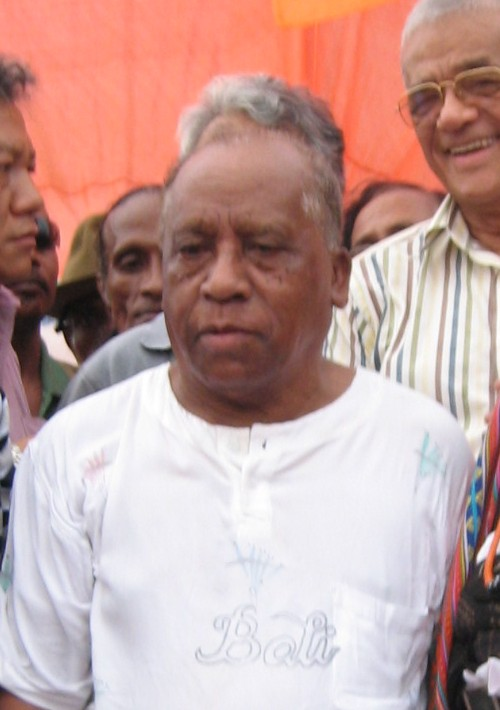
Francisco Xavier do Amaral †

Francisco Xavier do Amaral : Der Vorsitzende der ASDT war bereits von 1975 bis 1977 Präsident Osttimors. Bei seinem Amtsantritt 1975 wurde er ohne öffentliche Wahl durch die FRETILIN zum Staatsoberhaupt bestimmt, als die Partei die Unabhängigkeit von Portugal erklärte. Nach Abzug der indonesischen Besatzung trat Amaral bereits bei den beiden vorangegangenen Präsidentenwahlen an. 2002 erhielt Amaral als einziger Gegenkandidat von Xanana Gusmão 17,31 %, 2007 im ersten Wahlgang als Viertplatzierter 14,39 % der Stimmen. Die Wahl von 2012 sollte seine dritte Kandidatur sein.

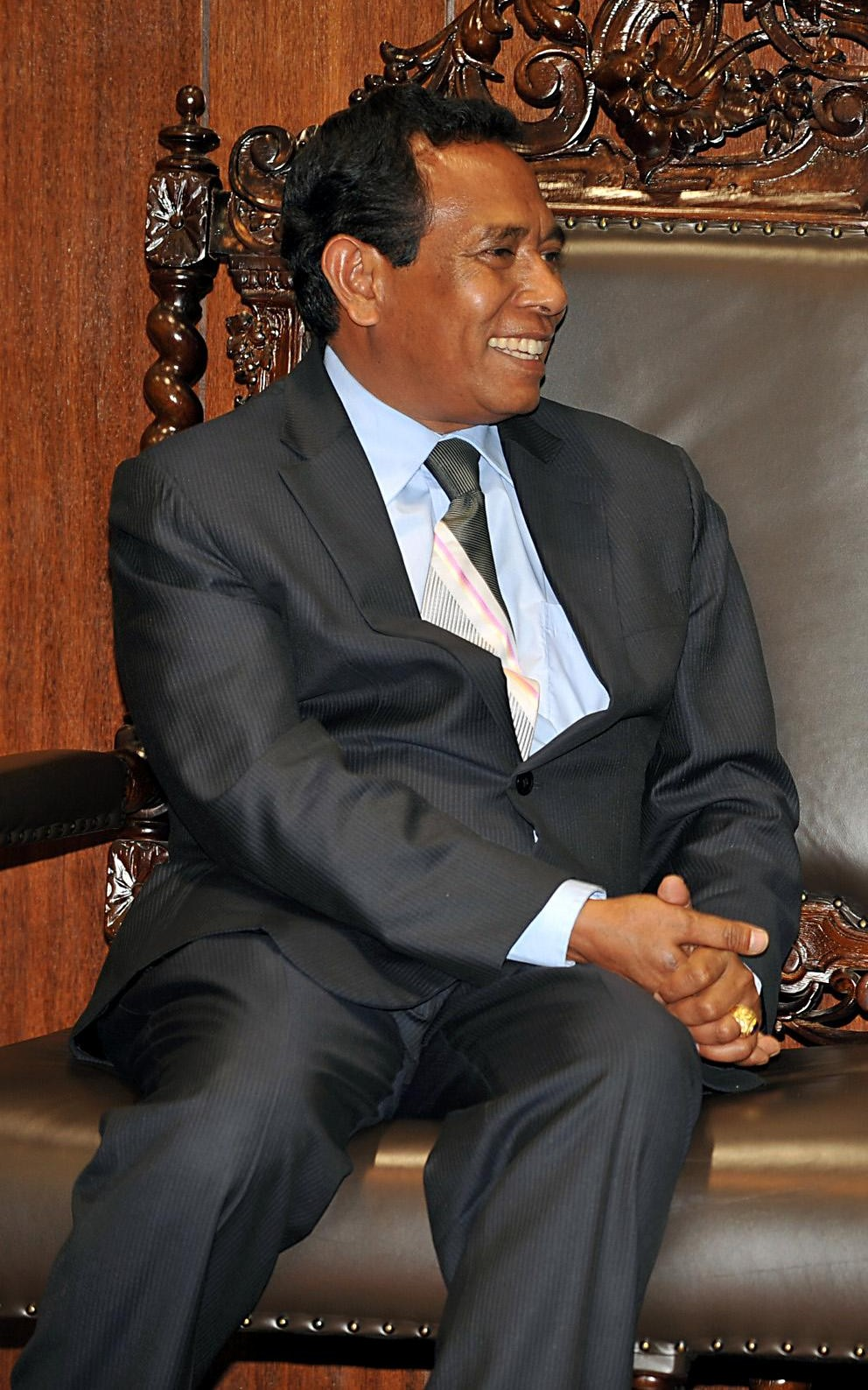
Fernando de Araújo

Fernando La Sama de Araújo: Der Parlamentspräsident ist Vorsitzender der Partido Democrático (PD). 1988 gründete La Sama die Resistência Nacional dos Estudantes de Timor-Leste RENETIL (Nationaler Widerstand der Studenten von Timor-Leste). Sechs Jahre saß er zusammen mit Xanana Gusmão in indonesischer Gefangenschaft, bis sie mit dem Sturz des Diktators Suharto in Freiheit kamen. Bei den Präsidentschaftswahlen 2007 erreichte er im ersten Wahlgang mit 19,18 % den dritten Platz.
Manuel Tilman: Der Abgeordnete trat bereits bei den Präsidentschaftswahlen 2007 für die Klibur Oan Timor Asuwain (KOTA) an. Damals erhielt er 4,09 %.
Abílio Araújo: Dem Präsidenten der Partido Nasionalista Timorense (PNT) werden Verbindungen zur Veteranenorganisation CPD-RDTL nachgesagt, die immer wieder für Unruhe in Osttimor sorgt. So soll er sie auch finanziell unterstützen. Araújo selbst bestreitet dies.
Lucas da Costa: Am 24. Januar erklärte in Gleno der Abgeordnete von der Partido Democrático, er wolle ebenfalls bei den Präsidentenwahlen, obwohl auch sein Parteichef Araújo antritt. Costa ist neben seiner Abgeordnetentätigkeit auch Direktor der Universidade da Paz (UNPAZ) in Dili und Vorsitzender der Nationalen Politischen Kommission der PD.
Angelita Pires: Bereits im Juni 2011 kündigte die ehemalige Geliebte des toten Rebellenführers Alfredo Reinado an, dass sie zur Präsidentenwahl antreten wolle. Nach dem Attentat vom 11. Februar 2008 auf Präsident Ramos-Horta und Premierminister Xanana Gusmão, bei dem Reinado ums Leben kam, war Pires als mutmaßliche Mittäterin verhaftet worden, wurde aber vom Gericht später freigesprochen worden. Am 26. Januar erklärte Pires schließlich offiziell ihre Kandidatur als unabhängige Kandidatin. Sie will die Justiz reformieren. Ein Hauptkritikpunkt von ihr war die Ausreise von Maternus Bere. Der 2009 festgenommene Milizionär wird beschuldigt am Kirchenmassaker von Suai beteiligt gewesen zu sein. Man ließ ihn aber ohne Prozess nach Indonesien ausreisen. Pires wurde von der Partei UNDERTIM unterstützt.

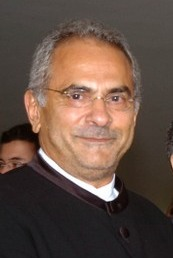
Der amtierende Staatspräsident José Ramos-Horta

José Ramos-Horta: Der Amtsinhaber und Friedensnobelpreisträger gab lange Zeit nicht bekannt, ob er für eine zweite Amtszeit kandidieren würde. Man spekulierte, dass er den Posten einem jüngeren überlassen und selbst eine internationale Position annehmen möchte. 2006 war er als UN-Generalsekretär im Gespräch. Ramos-Horta ist parteilos. Am 29. Januar überreichten Abgesandte aus den 13 Distrikten des Landes Ramos-Horta eine Petition, die von 116.300 Osttimoresen (mehr als 10 % der Gesamtbevölkerung) unterschrieben wurde und Ramos-Horta zur erneuten Kandidatur als Präsident aufforderte. Tags darauf erklärte Ramos-Horta, er werde bei den Wahlen antreten. In seiner Rede zur Kandidatur lobte er ausdrücklich die Verdienste seiner Mitbewerber Taur Matan Ruaks, Lú-Olos und La Samas.
Bei der letzten Wahl wurde Ramos-Horta von Xanana Gusmão und seinem Congresso Nacional da Reconstrução Timorense (CNRT), UNDERTIM und PMD unterstützt. Auf dem Nationalkongress des CNRT im Januar 2012 entschied sich die Partei aber, zunächst keinen eigenen Kandidaten ins Rennen zu schicken, sondern einen unabhängigen Kandidaten unterstützen zu wollen. Einige Delegierte zeigten bereits Sympathien für Taur Matan Ruak. Am 24. Februar verkündete der CNRT-Generalsekretär, dass die Partei den ehemaligen Armeechef unterstützen wolle. Gründe, weshalb sich der CNRT von Ramos-Horta abwandte, wurden nicht genannt. Allerdings hatte Ramos-Horta den CNRT zuletzt als „Partei der Korruption und des Nepotismus“ bezeichnet.
Maria do Céu: Céu ist Mitgründerin der nichtstaatlichen Hilfsorganisation Timor Aid und arbeitete früher im aktiven Widerstand gegen die indonesischen Besatzer. Bei der Registrierung ihrer Kandidatur am Gericht gab sie 5.541 Unterschriften von Unterstützern ab. Unter anderem forderte sie eine Verbesserung der Infrastruktur.
Außer Angela Freitas wurden schließlich die 13 anderen Bewerber von der STAE als offizielle Kandidaten („CAPRES“) für die Wahlen anerkannt.
Amaral, La Sama, Lobato und Tilman sind Angehörige der Mambai aus dem Westen des Landes, der zweitgrößten Ethnie Osttimors. Lú-Olo gehört zur ethnolinguistischen Gruppe der Makasae.

## Wahlkampf und Erster Wahlgang

Logo der Nationalen Wahlkommission CNE

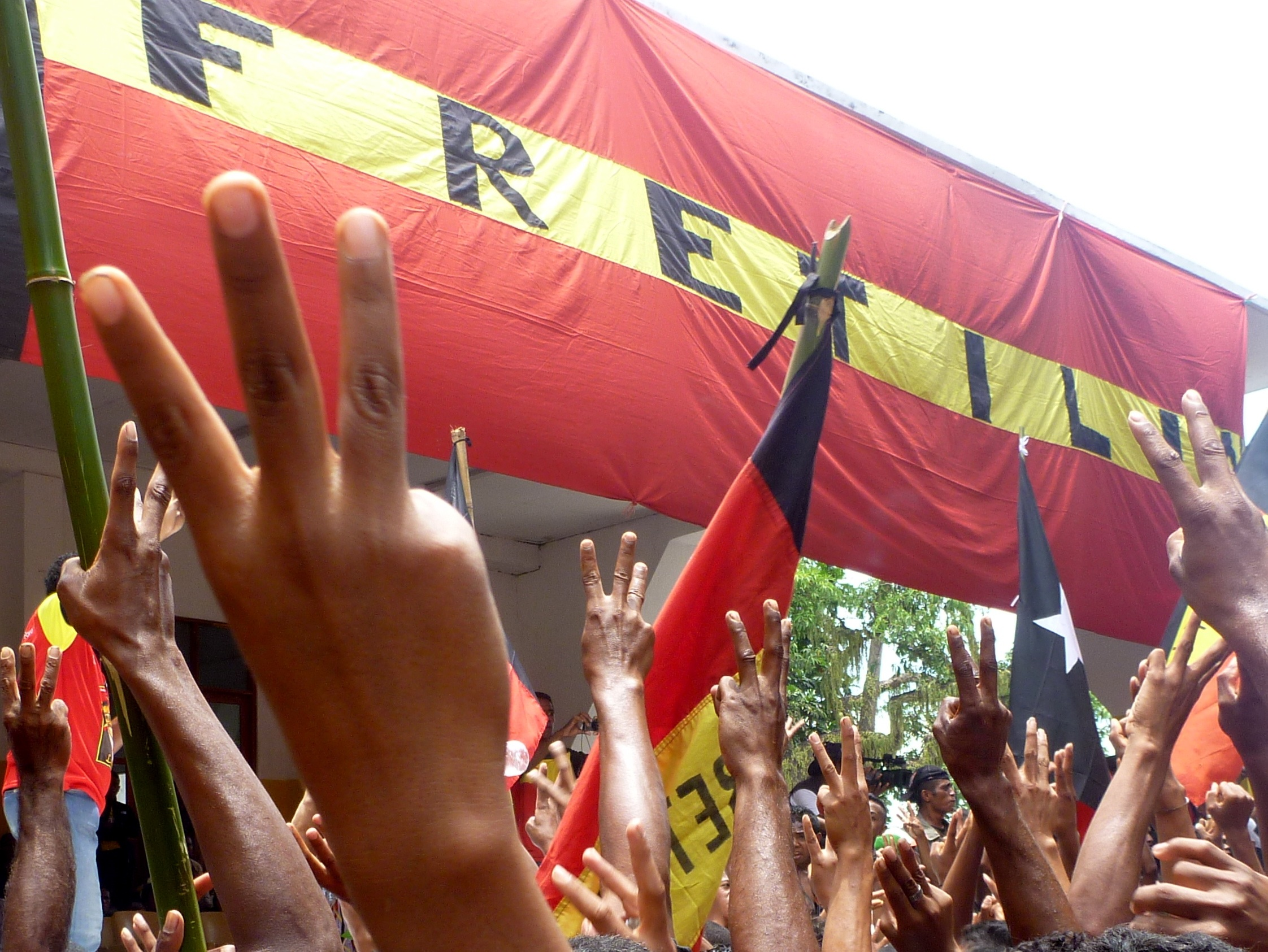
FRETILIN-Kampagne für Francisco Guterres

Die offizielle Wahlkampfzeit dauerte gemäß Gesetz 7/2006 15 Tage vom 29. Februar bis zum 14. März. Jeder Kandidat erhielt vom Staat 10.000 US-Dollar zur Finanzierung des Wahlkampfs. Bereits Ende Oktober 2011 kritisierten Ramos-Horta und Tomas Cabral, der Leiter der STAE, dass einige Kandidaten bereits Wahlkampf betreiben und damit geltendes Recht (Wahlgesetz Art. 12 und 13) brechen würden. Die Nationale Wahlkommission CNE wies im Januar die Polizei an, bis zum offiziellen Beginn des Wahlkampfs alle Parteisymbole aus der Öffentlichkeit zu entfernen. Nach Bekanntgabe der Zulassung von 13 Kandidaten zu den Wahlen legten diese einen rituellen Eid ab für die Erhaltung der nationalen Einheit während des Wahlkampfs.
In der Nacht auf den 20. Februar wurden Brandanschläge auf die Büros von CNE und STAE verübt. Mehrere Brandbomben wurden auf die Gebäude geworfen und auch ein Wagen der Vereinten Nationen wurde bei den Angriffen beschädigt. Polizeichef Longuinhos Monteiro gab daraufhin seinen Beamten den Befehl auf jeden zu schießen, der versucht, das Land zu destabilisieren. Das Nationalparlament widersprach dieser Anordnung. Monteiro habe nicht das Recht für einen solchen Befehl und Osttimor befinde sich im Wahlkampf und nicht im Notstand. Der Botschafter Indonesiens erklärte, dass Vorbereitungen getroffen werden würden, um bei Unruhen die 7540 indonesischen Staatsbürger aus Osttimor zu evakuieren. Erst eine Woche später dementierte der Außenminister Indonesiens solche Pläne.
Am 28. Februar wurde bekannt, dass sich Francisco Xavier do Amaral im Krankenhaus befindet. Da sein Gesundheitszustand nach Aussage der Ärzte sehr kritisch war, änderte das Nationalparlament in der Nacht vom 1. März in einer Sondersitzung auf Antrag des Präsidenten und des Premierministers den Artikel 26 des Wahlgesetzes ab. Nach der alten Fassung hätte beim Tode eines Kandidaten der gesamte Wahlprozess wiederholt werden müssen. Am Morgen des 6. März 2012 erlag Amaral seinem Krebsleiden, von dem er seit 2011 wusste. Die STAE kündigte an, Amaral mit einem Stempel auf den Stimmzetteln zu annullieren, bevor sie in die Distrikte ausgeliefert werden. Gil da Costa Alves, der Generalsekretär der ASDT kündigte an, dass die Partei nun Taur Matan Ruak unterstützen wolle. Dem folgen aber nur die Anhänger von Costa Alves, der auch als neuer Parteivorsitzender genannt wird. Die alten Anhänger Amarals unterstützen den amtierenden Staatspräsidenten José Ramos-Horta.
Zwischenzeitlich gab es kleinere Zwischenfälle im Wahlkampf. In Tasitolu bewarfen ich Anhänger zweier Kandidaten mit Steinen, als sich ihre Konvois trafen. Die Situation beruhigte sich aber. Anfang März rissen Anhänger der FRETILIN in Baucau Plakate von Taur Matan Ruak herunter. Taur Matan Ruak wurde vorgeworfen, dass illegalerweise Soldaten in Uniform bei verschiedenen seiner Wahlkampfveranstaltung Flugblätter verteilt hätten. Ein Sprecher des ehemaligen Generals widersprach heftig. Man habe Militärpolizisten, die legal als Leibwächter des Kandidaten abgestellt waren, für Teilnehmer der Veranstaltung gehalten. Die FRETILIN kritisierte auch, dass Taur Matan Ruak auf seinem Bild auf dem Stimmzettel in Uniform posiert, obwohl er kein Armeeangehöriger mehr ist. Der CNE wies darauf hin, dass das Wahlgesetz Uniformen nicht verbiete. In der Nacht vom Sonntag vor den Wahlen wurde ein Konvoi mit Unterstützern von Taur Matan Ruak auf dem Heimweg in Macadique (Distrikt Viqueque) von Unbekannten angegriffen. Eine Person wurde verletzt. Insgesamt wurde der Verlauf des Wahlkampfes aber als weitgehend ruhig und friedlich bewertet.
| Erste Runde der Präsidentenwahl in Osttimor am 17. März 2012 |                             |                             |
|                                                              |                             |                             |
| Kandidat                                                     | Stimmen                     | %                           |
| Manuel Tilman                                                | 7.226                       | 1,56                        |
| Taur Matan Ruak                                              | 119.462                     | 25,71                       |
| Francisco Guterres Lú-Olo                                    | 133.635                     | 28,76                       |
| Francisco Xavier do Amaral                                   | vor dem Wahlgang verstorben | vor dem Wahlgang verstorben |
| Rogério Lobato                                               | 16.219                      | 3,49                        |
| Maria do Céu                                                 | 1.843                       | 0,40                        |
| Angelita Pires                                               | 1.742                       | 0,37                        |
| José Ramos-Horta                                             | 81.231                      | 17,48                       |
| Francisco Gomes                                              | 3.531                       | 0,76                        |
| José Luís Guterres                                           | 9.235                       | 1,99                        |
| Abílio Araújo                                                | 6.294                       | 1,35                        |
| Lucas da Costa                                               | 3.862                       | 0,83                        |
| Fernando La Sama de Araújo                                   | 80.381                      | 17,30                       |
| Angela Freitas                                               | zur Wahl nicht zugelassen   | zur Wahl nicht zugelassen   |
| gültige Stimmen                                              | 464.661                     | 100,00                      |
| ungültige Stimmen                                            | 18.788                      | 3,83                        |
| leere Stimmzettel                                            | 6.484                       | 1,32                        |
| Gesamt (Beteiligung: 78,20 %)                                | 489.933                     | 489.933                     |

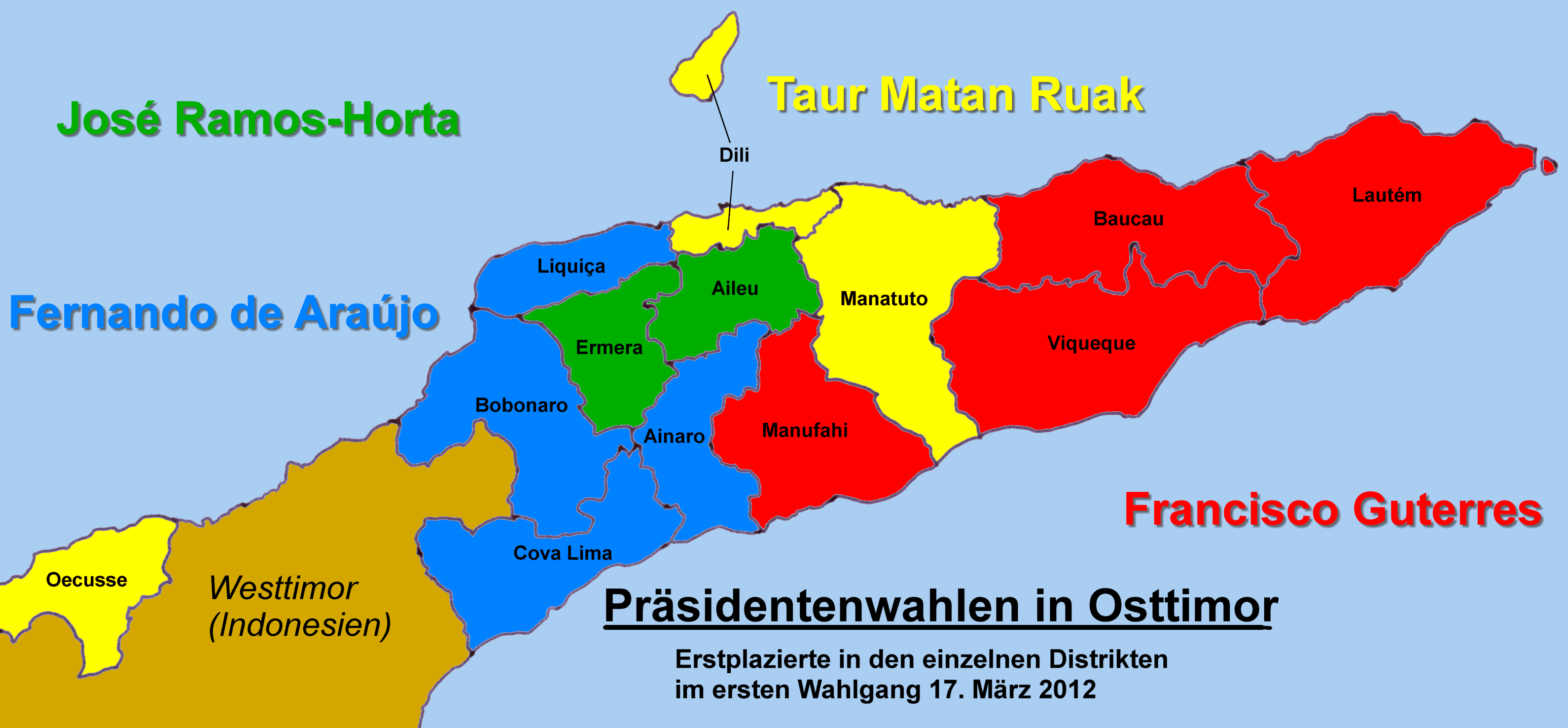
Die erfolgreichsten Kandidaten der einzelnen Distrikte

Wahlberechtigt waren 626.503 Bürger. Das Mindestalter betrug 17 Jahre. 630 Wahlzentren, 850 Wahllokale und 7000 Wahlurnen standen zur Verfügung. Die Urnen wurden von Finnland gesponsert. Die Wähler konnten zwischen 7 und 15 Uhr ihre Stimmen abgeben. Studenten aus Dili kritisierten Artikel 40 des Wahlgesetzes, nachdem man zur Stimmabgabe in seinen Heimatort, in dem man gemeldet ist, reisen musste. Viele Studenten hätten es sich nicht leisten können nach Hause zu fahren. Sie hatten vor dem Wahltag erfolglos eine Änderung der Gesetze gefordert. Für den zweiten Wahlgang forderte Ramos-Horta eine Änderung des Gesetzes. In der ursprünglichen Fassung von 2006 durfte noch jeder Wähler in jedem Wahllokal seine Stimme abgeben.
Größere Zwischenfälle gab es auch am Tag der Abstimmung nicht. Das Australia-Timor-Leste Friendship Network (AusTimorFN) registrierte nur einige technische Probleme, wie eine zu geringe Anzahl von Stimmzetteln in einigen wenigen Wahllokalen, aufgrund der unerwartet hohen Beteiligung an den Wahlen und der Beschädigung einiger Stimmzettel beim Transport durch das schlechte Wetter. Hier versuchte die STAE zwar schnell für Ersatz zu sorgen, doch schlechte Straßenverhältnisse und reißende Flüsse verhinderten in einigen Fällen eine Nachlieferung. In einigen Wahlzentren sorgte die Streichung vom verstorbenen Kandidaten Amaral für Verwirrung bei der Durchnummerierung der Kandidaten während der Auszählung. Diese Probleme konnten aber beseitigt werden. Die Gemeinschaft der Portugiesischsprachigen Länder (CPLP) nannte die Wahlen frei und „transparent“.
Nach dem vorläufigen Endergebnis der ersten Runde führte Lú-Olo mit 28,76 % der gültigen Stimmen. Er wird gegen den zweitplatzierten Taur Matan Ruak antreten, der 25,71 % erhielt. Amtsinhaber Ramos-Horta landete weit abgeschlagen mit 17,48 % auf Platz drei, knapp gefolgt von La Sama mit 17,30 % auf Platz vier. Lú-Olo siegte in den FRETILIN-Hochburgen im Osten des Landes, wobei er in seinem Heimatdistrikt Viqueque über 58 % der Stimmen errang. In Taur Matan Ruaks Heimat Baucau gingen 42 % an den ehemaligen General, während Lú-Olo 48 % erhielt. In Lautém erhielt Lú-Olo 43 % und in Manufahi 28 %. Taur Matan Ruak errang die meisten Stimmen in Manatuto (35 %), Oe-Cusse Ambeno und dem Hauptstadtsdistrikt Dili (32 %) in dem jeder Zehnte Einwohner Osttimors lebt. Ramos-Horta gewann nur noch in den Bergregionen Aileu und Ermera (jeweils 36 %). La Sama konnte die Mehrheit in den westlichen Distrikten Cova Lima (28 %), Bobonaro (25 %), Ainaro (39 %) und Liquiçá (27 %) für sich verbuchen.
Einige Tage später kündigte Ramos-Horta an, er werde sich bei den Parlamentswahlen im Juni mit der PD zusammenarbeiten. Beobachter rechneten damit, dass dies durchaus Auswirkungen auf den Ausgang der Wahlen haben könnte. Angela Freitas forderte angesichts des Ergebnisses, den zweiten Wahlgang zu streichen und den FRETILIN-Kandidaten gleich zum Präsidenten auszurufen. Die Forderung hatte keine Folgen.

## Zweiter Wahlgang

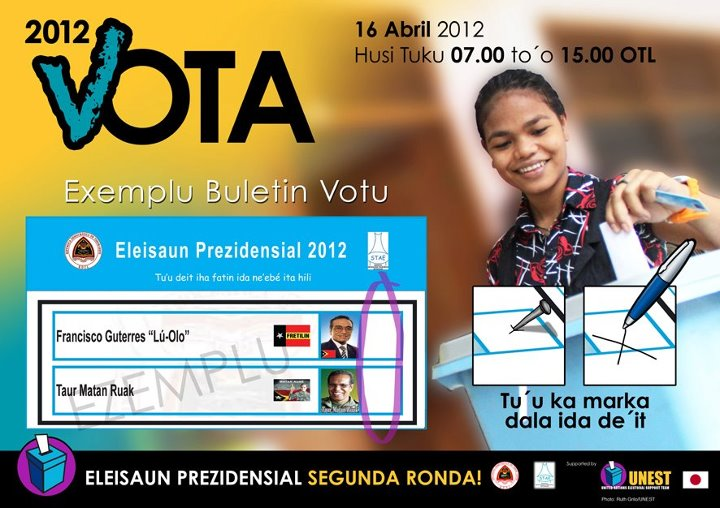
Aufruf zur zweiten Runde der Präsidentschaftswahlen

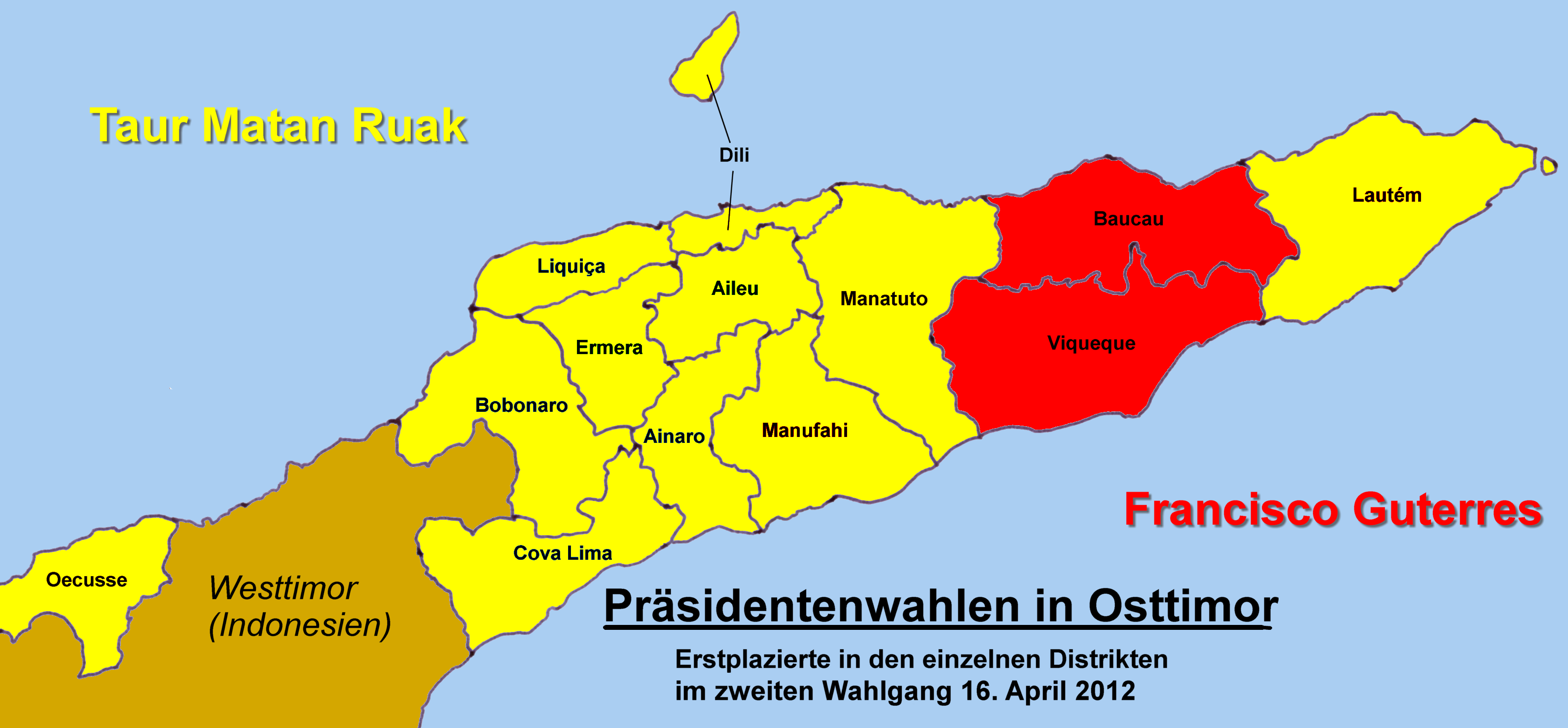
Kandidat mit Mehrheit in den einzelnen Distrikten bei der Stichwahl

Rogério Lobato und Manuel Tilman unterstützen im zweiten Wahlgang Lú-Olo. Ramos-Horta entschied sich, während der Wahl neutral zu sein, kündigte aber seine Unterstützung für den zukünftigen Präsidenten an. Auch die PSD bleibt in der Stichwahl laut Aussage ihres Parteivorsitzenden Zacarias da Costa neutral. Von der PD entschieden sich die Parteimitglieder in vier Distrikten ihre Wahlempfehlung zugunsten von Taur Matan Ruak auszusprechen, in den anderen neun Distrikten hält man sich neutral. Frenti-Mudança unterstützt Taur Matan Ruak.

Während des Wahlkampfs kam es laut Angaben des Wahlkampfteams von Taur Matan Ruak erneut zu mehreren Vorfällen. In Maluro gerieten zwei Männer wegen der Wahlen in Streit, weswegen danach der Unterstützer Taur Matan Ruaks im Krankenhaus in Baucau behandelt werden musste. In Matahoi (Subdistrikt Uato-Lari) bedrohten angeblich Anhänger von Guterres die dortige Bevölkerung, im benachbarten Babulo wurde das Haus eines Taur Matan Ruaks-Unterstützers niedergebrannt und weitere Häuser mit Steinen beworfen. Hier nahm die Polizei zwei Personen fest. Gleiches geschah in Tocoluli. In Nunutali wurden Steine auf den Konvoi von Taur Matan Ruak geworfen. Eine Frau wurde dabei leicht verletzt. In Baucau ermittelte darauf die Polizei, in Uato-Lari wurde ein Polizeiposten eingerichtet, um die Situation dort zu beruhigen. In der Nacht zum 31. März wurde das Haus von Pascoal Martins, dem Vize-Koordinator des Wahlkampfs Taur Matan Ruaks in Lacluta niedergebrannt. Wieder wurde jenen gedroht, die den Wahlprozess stören. Diesmal erklärte der Nachfolger Taur Matan Ruaks als Chef der Streitkräfte Generalmajor Lere Anan Timur am 4. April: 

„Alle, die ein Verbrechen begehen, müssen die Konsequenzen akzeptieren, wenn sie ins Gefängnis kommen oder, falls sie nicht festgenommen werden, dass sie ins Krankenhaus kommen oder erschossen werden und ihren Platz auf dem Friedhof erhalten.“

 Die Aussage wurde von Menschenrechtlern scharf kritisiert, zumal die Streitkräfte nur begrenzt im Inneren eine verfassungsmäßige Ordnungsgewalt haben. Lere Anan Timur beschwerte sich wiederum bei der STAE, dass Wahlkämpfer mit einem Foto von ihm und Lú-Olo von Haus zu Haus gingen, das bei einer Ordensverleihung am 20. Februar gemacht worden war. Die Wahlkämpfer würden  behaupten, Präsident Ramos-Horta habe bereits sein Amt an Lú-olo übergeben, in Anwesenheit des Generalmajors.
| Präsidentenwahl in Osttimor am 16. April 2012 |                                   |                                   |                                   |                                   |
| Distrikt (vorläufiges Endergebnis)            | Taur Matan Ruak (parteilos)       | Taur Matan Ruak (parteilos)       | Francisco Guterres (FRETILIN)     | Francisco Guterres (FRETILIN)     |
| Aileu                                         | 13.851                            | 70,76 %                           | 5.725                             | 29,24 %                           |
| Ainaro                                        | 15.602                            | 67,19 %                           | 7.617                             | 32,81 %                           |
| Baucau                                        | 25.701                            | 47,93 %                           | 27.917                            | 52,07 %                           |
| Bobonaro                                      | 27.284                            | 70,01 %                           | 11.689                            | 29,99 %                           |
| Cova Lima                                     | 15.755                            | 62,58 %                           | 9.421                             | 37,42 %                           |
| Dili                                          | 56.377                            | 65,79 %                           | 29.316                            | 34,21 %                           |
| Ermera                                        | 31.042                            | 67,06 %                           | 15.246                            | 32,94 %                           |
| Lautém                                        | 13.555                            | 50,40 %                           | 13.340                            | 49,60 %                           |
| Liquiçá                                       | 17.426                            | 64,19 %                           | 9.723                             | 35,81 %                           |
| Manatuto                                      | 14.480                            | 73,55 %                           | 5.208                             | 26,45 %                           |
| Manufahi                                      | 11.423                            | 54,18 %                           | 9.660                             | 45,82 %                           |
| Oe-Cusse Ambeno                               | 21.252                            | 75,92 %                           | 6.740                             | 24,08 %                           |
| Viqueque                                      | 11.693                            | 33,92 %                           | 22.784                            | 66,08 %                           |
| Osttimor (offizielles Endergebnis)            | 275.471                           | 61,23 %                           | 174.408                           | 38,77 %                           |
| gültige Stimmen                               | 449.879 (98,08 %)                 | 449.879 (98,08 %)                 | 449.879 (98,08 %)                 | 449.879 (98,08 %)                 |
| ungültige Stimmen                             | 6.801 (1,48 %)                    | 6.801 (1,48 %)                    | 6.801 (1,48 %)                    | 6.801 (1,48 %)                    |
| leere Stimmzettel                             | 2.023 (0,44 %)                    | 2.023 (0,44 %)                    | 2.023 (0,44 %)                    | 2.023 (0,44 %)                    |
| Abgegebene Stimmen                            | 458.703 (Wahlbeteiligung 73,12 %) | 458.703 (Wahlbeteiligung 73,12 %) | 458.703 (Wahlbeteiligung 73,12 %) | 458.703 (Wahlbeteiligung 73,12 %) |

Am 13. April bewarf eine größere Gruppe das Wahlkampfbüro von Taur Matan Ruak in Dili mit Steinen. Sechs Polizeibeamte hielten sie ab, das Büro zu stürmen. Ein FRETILIN-Sprecher sagte, es gäbe keine Beweise, dass es sich bei den Angreifern um Anhänger seiner Partei handelte und nannte den Vorfall Teil einer Schmutzkampagne gegen die FRETILIN. Er verurteilte die Tat. Kommentatoren kritisierten die internationale Presse, die den Vorfall über das wahre Geschehen hinaus aufbauschte. Die osttimoresische Polizei wurde gelobt, für ihr Verhalten bei dem Vorfall.
Der Wahltag verlief friedlich ohne große Zwischenfälle. Nach dem provisorischen Endergebnis gewann Taur Matan Ruak mit einem deutlichen Vorsprung mit 61 % der Stimmen. Taur Matan Ruak gewann vor allem im Westen des Landes, konnte aber auch in einigen Dörfern im Osten gewinnen, der ansonsten traditionell die FRETILIN unterstützt. Die Wahlbeteiligung war mit etwa 73 % sehr niedrig. 168.592 von 627.295 registrierten Wählern gaben ihre Stimme nicht ab, was erneut mit der Pflicht zur Reise in den Heimatort begründet wurde. Es wird daher geplant, den umstrittenen Artikel 40 abzuändern. CNE-Vorsitzender Faustino Cardoso vermutete, dass zudem auch viele Angst vor möglichen Unruhen hatten.
Nach dem Wahltag kam es in Uato-Lari erneut zu einer Brandstiftung, außerdem wurde ein Polizeiauto mit Steinen beworfen. Einige  Einwohner flohen in die Wälder, doch Sondereinheiten der Polizei sorgten schnell wieder für Ordnung. Fünf Personen wurden verhaftet. Uato-Lari wurde aufgrund der immer wieder ausbrechenden Gewalt von der Menschenrechtsorganisation Fundaisaun Mahein als ständiger Unruheherd bezeichnet, in dem lokale Feindschaften seit Generationen zu Problemen führen.

### Allgemein
- International Crises Group: Timor-Leste’s Elections: Leaving Behind a Violent Past?, Update Briefing, Asia Briefing N°134, Dili/Jakarta/Brussels, 21. Februar 2012 (PDF-Datei; 1,3 MB)
- Gesetz zur Wahl des Präsidenten von 2006 (englisch, PDF; 193 kB)
- Secretariado Técnico de Administração Eleitoral STAE zu den Präsidentenwahlen 2012 (portugiesisch)
- Emily Toome: Procedures, perspectives, politics and peace: The 2012 national elections in Timor-Leste (2016)

### Zu den Kandidaten
- Maria do Céu: David Wood: Darwin girls' fight to be pres, NTnews, 7. Februar 2012.
- Angela Freitas: Ted McDonnell: Doctor offers antidote to East Timor's ills, The Australian, 16. Januar 2012.
- Rogerio Lobato: Gordon Peake: Rogerio Lobato: From inmate to president?, The interpreter, The Lowy Institute for International Policy, 15. Februar 2012.
- José Ramos-Horta:
  - Ted McDonnell: No freedom yet for Ramos Horta, The Australian, 10. Februar 2012.
  - Frankfurter Rundschau: „Ich bin kein Held“, 10. März 2012 – José Ramos-Horta über sein Leben nach dem Attentat
- Taur Matan Ruak:
  - Das Wahlprogramm von Taur Matan Ruak
  - Gordon Peake: ‘Team Success’ bids for Timorese presidency, The interpreter, The Lowy Institute for International Policy, 16. Januar 2012. – Das Wahlkampfteam

### Analysen des Wahlergebnisses
- Asia Sentinel: Change or no change in Timor-Leste?, 19. April 2012.
- Dr. Jan Woischnik, Ines Burghardt: Taur Matan Ruak neuer Staatspräsident von Ost-Timor, 18. April 2012 , Konrad-Adenauer-Stiftung
- Henri Myrttinen: Kleiner Bruder verliert, großer Bruder gewinnt, Information und Analyse, 20. April 2012, Watch Indonesia!